# Вальдемар Прусский (1889—1945)
Вальдемар Вильгельм Людвиг Фридрих Виктор Генрих Прусский (нем. Waldemar Wilhelm Ludwig Friedrich Viktor Heinrich von Preußen; 20 марта 1889, Киль, Пруссия — 2 мая 1945, Тутцинг, Бавария) — принц Прусский. Старший сын принца Генриха Прусского и его супруги Ирены Гессенской и Рейнской.

## Биография
Будучи сыном Генриха Прусского и его жены Ирены, урождённой принцессы Гессенской, Вальдемар учился у учителей средней школы Киля в «замковом классе».
После окончания школы он изучал юриспруденцию в Страсбургском университете, а с 3 мая 1910 года в Кильском университете.
С 1912 по 1914 год проходил стажировку в Ганновере. 10 сентября 1913 года получил звание капитана в Первом гвардейском полку. Он также служил капитан — лейтенантом в Императорских военно-морских силах . Во время Первой мировой войны он был командиром в Императорском моторном корпусе. После окончания войны он был освобожден от военной службы в чине майора кавалерии и капитана корвета.
С 1919 по 1921 год он работал в правительстве в Шлезвиге, затем в течение нескольких лет работал в Landschaftliche Bank Schleswig-Holstein, позже Bank Companie Nord, в Киле.
С 1926 года он управлял имением своего отца Хеммельмарк, а с 1941 года имением Каменец в Силезии, которое принадлежало семье Нассау-Ораниен.
Принц Вальдемар, как и его двоюродный брат российский царевич Алексей, дядя, принц Фридрих Гессенский и Рейнский и младший брат Генрих были гемофиликами. Он и его жена покинули свой дворец Каменц (Нижняя Силезия) из-за приближения советских войск, подходивших к Каменцу. Он умер в клинике в Тутцинге на озере Штарнбергер-Зе, в Баварии, где Вальдемар смог получить последнее переливание крови, из-за отсутствия средств переливания крови. Американская армия захватила область через сутки, 1 мая 1945 года, и забрала все медицинские средства для лечения узников концлагерей. Принц Вальдемар скончался на следующий день. Похоронен на лесном кладбище в Тутцинге. Его вдова переехала в округ Эрбах (Рейнгау), где она имела право свободного проживания в северном крыле Замка Рейнхартсхаузен до конца своей жизни в 1982 году.

## Награды

### Королевство Пруссия
- Орден Чёрного орла с цепью[4]
- Орден Красного орла, большой крест с короной[4]
- Орден Короны (Пруссия) 1-го класса[4]
- Королевский орден дома Гогенцоллернов, большой командорский крест[4]
- Княжеский орден дома Гогенцоллернов, почетный крест 1-го класса[4]
- Железный крест 2-го класса[4]

### Великое герцогство Баден
- Орден Верности (Баден) (1909)[5]
- Орден Бертольда I, большой крест (1909)

### Другие государства
- Орден Людвига, большой крест (Великое герцогство Гессен)
- Орден Рутовой короны (Королевство Саксония)
- орден Вюртембергской короны, большой крест
- Орден Хризантемы с цепью (Японская империя; 6 мая 1912)
- Орден «Святой Александр», большой крест с мечами (Третье Болгарское царство; 1916)[6]
- Почётный крест ветерана войны (нацистская Германия)

## Галерея

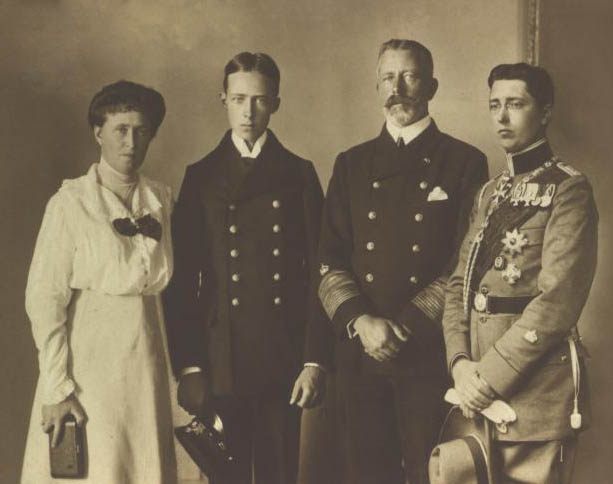
Вальдемар (крайний справа) с родителями и братом Сигизмундом.
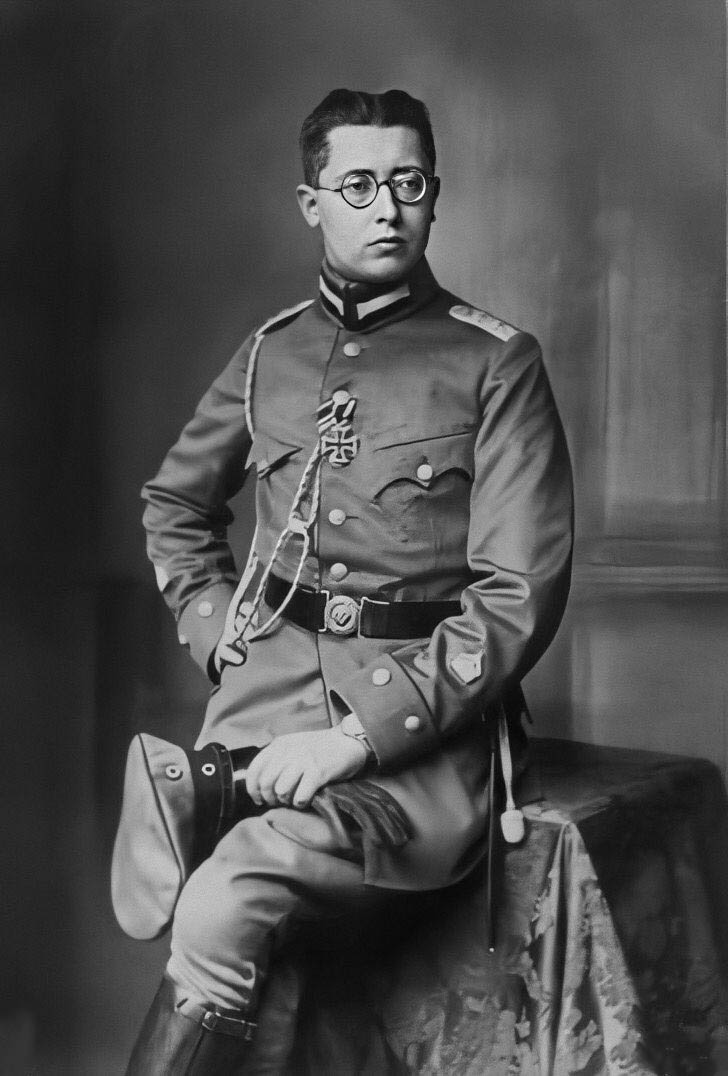
Вальдемар в первую мировую войну.

## Личная жизнь
14 августа 1919 года принц Вальдемар женился на Каликсте Липпе-Бистерфельдской (14 октября 1895 — 15 декабря 1982). У них не было детей.